# Gloria Steinem
Gloria Marie Steinem (n. 25 martie 1934, Toledo, Ohio, SUA) este o jurnalistă și activistă americană. Numită și „Mama feminismului”, Steinem este considerată lidera celui de-al doilea val de feministe din Statele Unite, dinamizat între anii 1960 și 1980.
Steinem a fost editorialistă la magazinul New York și a co-fondat Ms., prima revistă feministă americană.  În 1969, Steinem a publicat articolul After Black Power, Women's Liberation, care a adus-o în atenția națională, și a consacrat-o ca lider feminist. În 1971, a co-fondat National Women's Political Caucus, organizație care oferă instruire și sprijin femeilor care doresc să obțină funcții elective și desemnate în guvern. 
În 2005, Steinem, Jane Fonda și Robin Morgan au pus bazele organizației Women's Media Center, care „urmărește ca femeile să devină vizibile și influente în mass-media”.

## Tinerețea
Steinem s-a născut pe 25 martie 1934, în Toledo, Ohio, fiica lui Ruth (născută Nuneviller) și a lui Leo Steinem. Mama ei era presbiteriană, în cea mai mare parte de origine germană (inclusiv prusacă) și unele descendențe scoțiene. Tatăl ei era evreu, fiu al unor imigranți din Württemberg, Germania și Radziejów, Polonia. Bunica ei paternă, Pauline Perlmutter Steinem, a fost președinta comitetului educațional al Asociației Naționale pentru Sufragiu Feminin, delegată la Consiliul Internațional al Femeilor din 1908, și prima femeie aleasă în Consiliul de Educație din Toledo, precum și lider în mișcarea pentru educație vocațională. Pauline a salvat, de asemenea, mulți membri ai familiei sale de la Holocaust.
Soții Steinem trăiau și călătoreau într-o rulotă, de unde Leo își desfășura activitatea de comerciant ambulant de antichități. Înainte de nașterea Gloriei, mama ei, Ruth, pe atunci în vârstă de 34 de ani, a avut o „cădere nervoasă”, care a lăsat-o invalidă și prinsă în fantezii iluzorii. Ruth a petrecut perioade lungi de timp în sanatorii pentru bolnavi mintal. Steinem avea zece ani când părinții ei s-au separat în 1944. Tatăl ei a plecat în California pentru a-și găsi de lucru, în timp ce ea și mama ei au continuat să locuiască împreună în Toledo.
Steinem a frecventat Waite High School din Toledo și Western High School din Washington, D.C., absolvind cel din urmă în timp ce locuia cu sora ei mai mare, Susanne Steinem Patch. A urmat apoi cursurile Colegiului Smith, instituție de care continuă să rămână legată.
În 1957, Steinem a făcut un avort. Procedura a fost efectuată de Dr. John Sharpe, un medic britanic, când avortul era încă ilegal. Ani mai târziu, Steinem i-a dedicat cartea sa de memorii, My Life on the Road (2015).
La sfârșitul anilor '50, Steinem a petrecut doi ani în India, ca bursieră. După ce s-a întors în Statele Unite, a ocupat funcția de director al Independent Research Service, organizație finanțată în secret de un donator care s-a dovedit a fi de la CIA. A lucrat pentru a trimite studenți americani necomuniști la Festivalul Mondial al Tineretului din 1959. În 1960, a fost prima angajată aleasă de Warren Publishing pentru revista Help!.
În anii 1950, a fost influențată de Mahatma Gandhi, iar ani mai târziu și-a modelat propria campanie feministă după mișcarea de independență a lui Gandhi.

## Jurnalism
Dacă ești femeie, singura alternativă de la a fi feministă este să fii masochistă.
– Gloria Steinem
Editorul revistei Esquire, Clay Felker, i-a dat scriitoarei indepenente Steinem ceea ce ea a numit mai târziu prima ei „sarcină serioasă”, referitoare la contracepție; nu i-a plăcut prima ei versiune, și a pus-o să rescrie articolul. Rezultatul, publicat în 1962, vorbea despre modul în care femeile sunt forțate să aleagă între carieră și căsătorie. Lucrarea a precedat cu un an cartea lui Betty Friedan, The Feminine Mystique.
În 1963, în timp ce lucra la un articol pentru revista Show, Steinem a fost angajată ca iepuraș la Clubul Playboy din New York. Articolul, publicat în 1963 sub titlul A Bunny's Tale, conținea o fotografie a lui Steinem în uniforma de iepuraș, și detalia modul în care erau tratate femeile în aceste cluburi. Steinem a susținut că este mândră de munca pe care a făcut-o, făcând publice condițiile de muncă exploatatoare ale iepurașilor și, mai ales, cererile sexuale care le erau adresate, aflate la limita legii. Cu toate acestea, pentru o scurtă perioadă de timp după publicarea articolului, Steinem nu a mai putut obține alte misiuni; în cuvintele ei, acest lucru s-a datorat „faptului că acum devenisem o iepuroaică - și nu conta din ce motiv.” Totuși, partea bună a lucrurilor este că articolul l-a obligat pe proprietarul Playboy, Hugh Hefner, să revizuiască și să îmbunătățească condițiile de muncă ale iepurașilor.
În cele din urmă, Steinem a obținut un loc de muncă la revista New York, nou înființată de Felker, în 1968. În 1969 a relatat pentru New York despre o dezbatere legată de avort, ținută în subsolul unei biserici din Greenwich Village, New York. Steinem făcuse și ea un avort în Londra, la vârsta de 22 de ani.

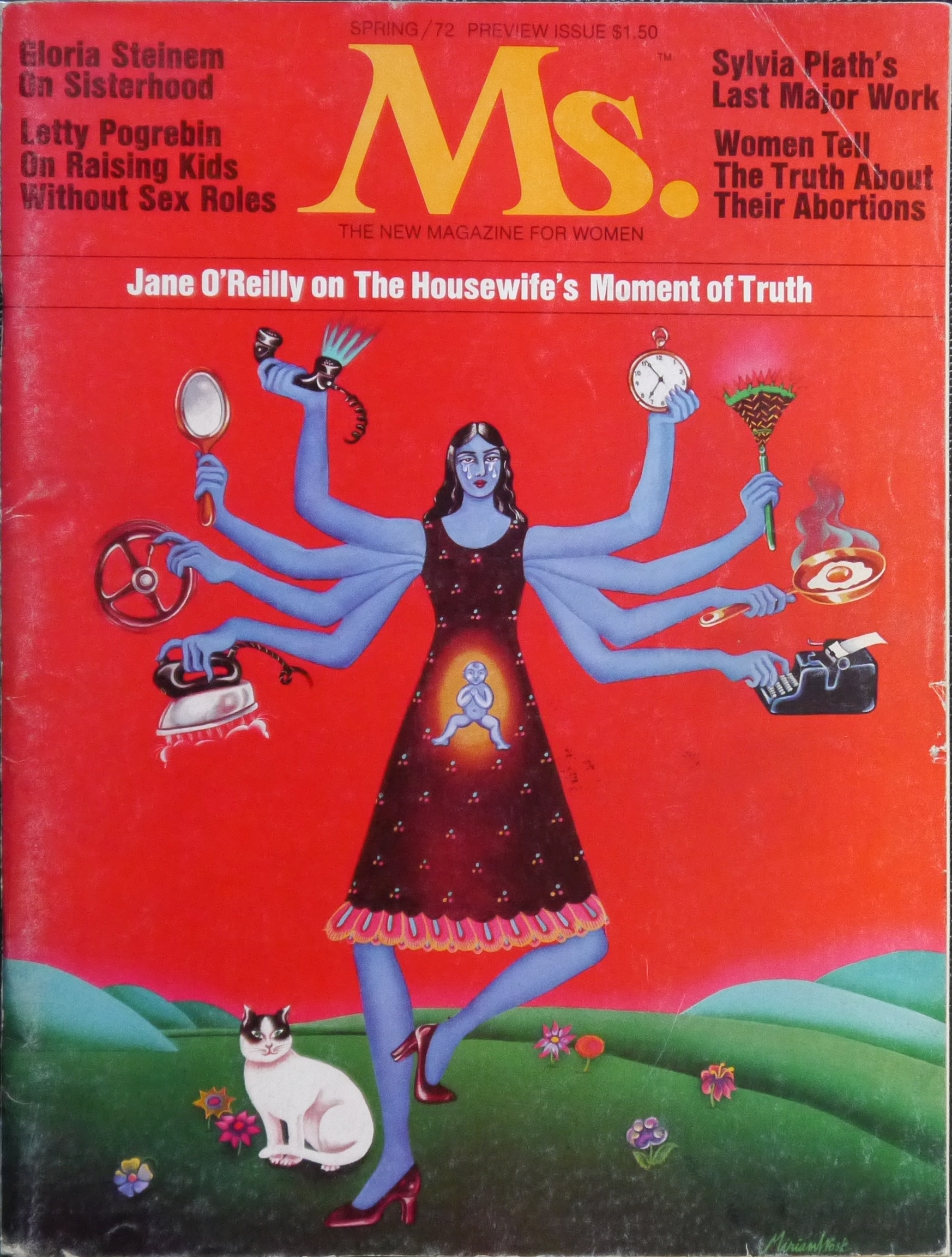
Primul număr al revistei Ms., 1972. Pe copertă este reprezentată zeița Kali.

În 1972, Steinem a co-fondat revista cu tematică feministă Ms., alături de redactoarele Letty Cottin Pogrebin, Mary Thom, Patricia Carbine, Joanne Edgar, Nina Finkelstein, Dorothy Pitman Hughes și Mary Peacock; aceasta a început ca o ediție specială a revistei New York, iar Clay Felker a finanțat primul număr. Cele 300.000 de exemplare inițiale s-au epuizat la nivel național în opt zile. În câteva săptămâni, Ms. a primit 26.000 de comenzi de abonament și peste 20.000 de scrisori de la cititori. În 1974, Ms. a colaborat cu televiziunea publică pentru a produce programul Woman Alive!, iar Steinem a apărut în primul episod, în rolul său de co-fondatoare. Revista a fost vândută fundației Feminist Majority în 2001; Steinem a rămas în fruntea revistei ca unul dintre cei șase redactori fondatori, și face încă parte din consiliul consultativ.
În noiembrie 1977, Steinem a luat cuvântul la Conferința Națională a Femeilor din 1977, printre alte vorbitoare precum Rosalynn Carter, Betty Ford, Lady Bird Johnson, Bella Abzug, Barbara Jordan, Cecilia Burciaga, Lenore Hershey și Jean O'Leary.
În 1978, Steinem a scris un eseu satiric pentru Cosmopolitan intitulat „Dacă bărbații ar avea menstruație”, în care și-a imaginat o lume în care bărbații menstruau în locul femeilor. Ea concluzionează în eseu că, într-o astfel de lume, menstruația ar deveni o insignă de onoare, bărbații comparându-și suferințele, ci nu trăind în rușine ca femeile.

## Opinii

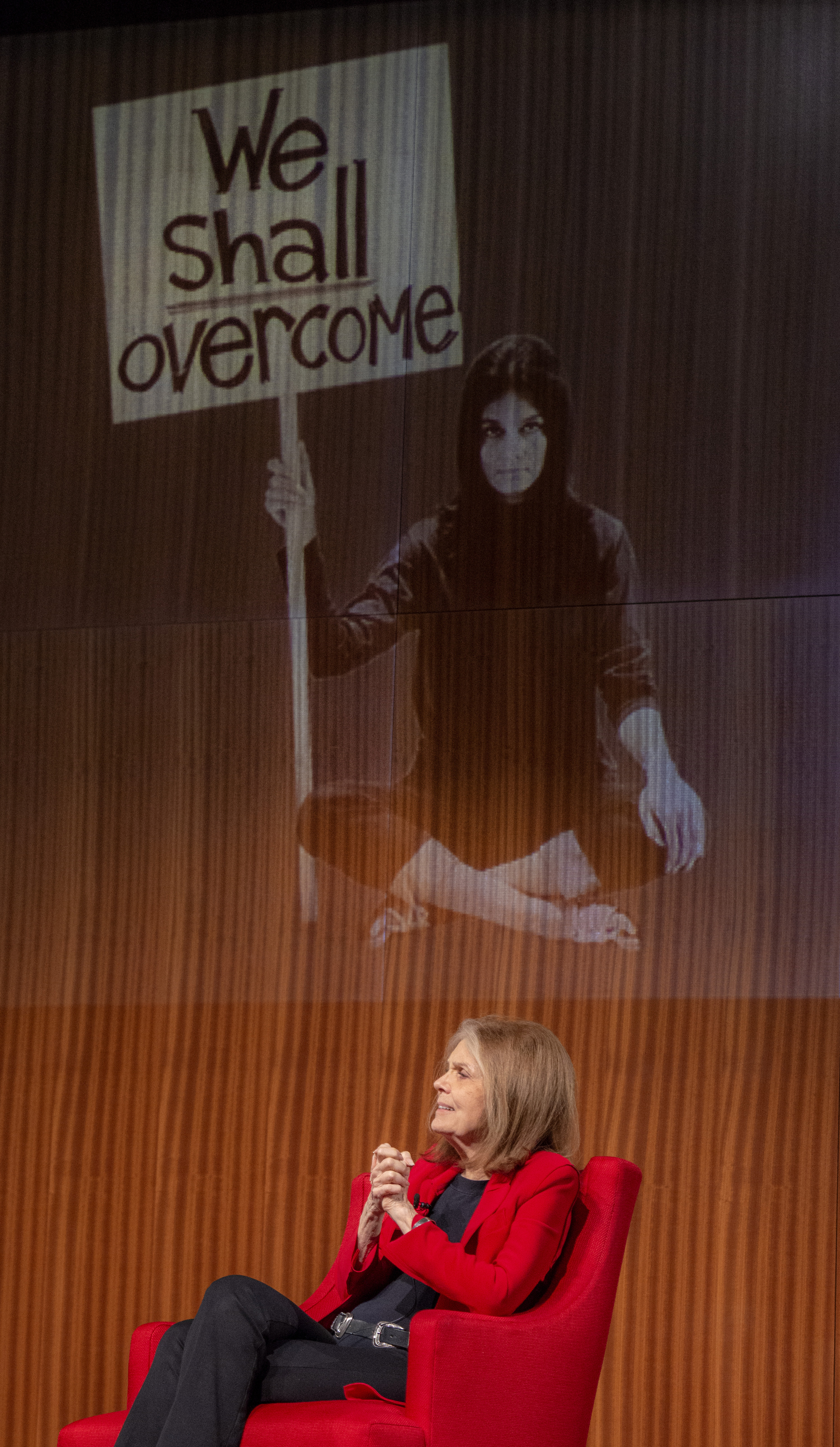
Conversație cu Gloria Steinem la LBJ Library, 2019

Deși cel mai frecvent considerată o feministă liberală, Steinem s-a caracterizat în repetate rânduri ca fiind o feministă radicală. De asemenea, aceasta și-a exprimat deseori dezaprobarea față de obscurantismul pe care unii îl consideră a fi predominant în teoretizarea academică feministă.

### Mutilarea genitală la femei
În 1979, Steinem a scris articolul despre mutilarea genitală feminină care a adus-o în conștiința publicului american; The International Crime of Female Genital Mutilation a fost publicat în numărul din martie 1979 al revistei Ms.. Articolul relata despre „75 de milioane de femei care suferă de pe urma mutilării genitale”. Potrivit lui Steinem, „Motivele reale ale mutilării genitale pot fi înțelese doar în contextul patriarhatului: bărbații trebuie să controleze corpul femeilor ca mijloc de producție și, astfel, să reprime puterea independentă a sexualității femeilor”.
Articolul lui Steinem conține argumentele de bază care vor fi dezvoltate mai târziu de filosofia Marthei Nussbaum.

### Pornografie
Steinem a criticat pornografia, pe care o deosebește de erotism, scriind: „Erotica este la fel de diferită de pornografie precum dragostea este diferită de viol, precum demnitatea este diferită de umilință, precum parteneriatul este diferit de sclavie, precum plăcerea este diferită de durere.” Argumentul lui Steinem se bazează pe distincția dintre reciprocitate și dominare, după cum scrie: „Evidentă sau subtilă, pornografia nu implică o putere egală sau reciprocitate. De fapt, o mare parte din tensiune și dramă vine din ideea clară că o persoană o domină pe cealaltă.”

### Căsătoria între persoane de același sex
Într-un eseu publicat în revista Time la 31 august 1970, „Cum ar fi dacă femeile ar câștiga”, Steinem a scris despre căsătoria între persoane de același sex în contextul viitorului „utopic” pe care îl imagina.
Deși Steinem nu a menționat sau susținut căsătoria între persoane de același sex în nicio lucrare publicată sau interviu timp de peste trei decenii, ea și-a exprimat din nou sprijinul pentru comuniunile LGBT la începutul anilor 2000. Steinem este, de asemenea, semnatară a manifestului din 2008, Beyond Same-Sex Marriage: A New Strategic Vision For All Our Families and Relationships, care pledează pentru extinderea drepturilor și privilegiilor legale la o gamă largă de relații, gospodării și familii.

## Cărți
- The Thousand Indias (1957)
- The Beach Book (1963)
- Outrageous Acts and Everyday Rebellions (1983)
- Marilyn: Norma Jean (1986), împreună cu George Barris
- Revolution from Within (1992)
- Moving beyond Words (1993)
- Doing Sixty & Seventy (2006)
- As if Women Matter: The Essential Gloria Steinem Reader (2014), împreună cu Ruchira Gupta
- My Life on the Road (2015)
- The Truth Will Set You Free, But First It Will Piss You Off! (2015)
- My Life on the Road (2016)